# Лаймстоун (Тенеси)
Лаймстоун (на английски: Limestone) е селище в източната част на Съединените американски щати, част от окръг Вашингтон в щата Тенеси.
Разположено е на 419 метра надморска височина в областта Ридж енд Вали, на 19 километра североизточно от Грийнвил и на 28 километра югозападно от Джонсън Сити. Селището възниква в края на XVIII век, а през 1780 година в него е основано презвитерианското училище „Уошингтън Колидж“.

## Известни личности
Родени в Лаймстоун
- Дейви Крокет (1786 – 1836), политик